# Nikhil Advani
Nikhil Advani (Mumbai, 28 aprile 1971) è un regista indiano.
Dopo aver esordito come assistente alla regia, a fianco di Karan Johar, in due blockbuster di Bollywood, ha ottenuto un buon successo come regista negli anni successivi.
Ha scritto anche la sceneggiatura di Salaam-e-Ishq: A Tribute To Love.

## Filmografia
Assistente alla regia
- Kuch Kuch Hota Hai (1998)
- Kabhi Khushi Kabhi Gham (2001)

Regista
- Tomorrow May Never Come (2003)
- Salaam-e-Ishq: A Tribute To Love (2007)
- Chandni Chowk To China (2008)
- Ab Dilli Door Nahin (2009)

Produttore
- Airlift (2016)